# Ditaxis pilosissima
Ditaxis pilosissima är en törelväxtart som först beskrevs av George Bentham, och fick sitt nu gällande namn av Amos Arthur Heller. Ditaxis pilosissima ingår i släktet Ditaxis och familjen törelväxter. Inga underarter finns listade i Catalogue of Life.